# Ein halbes Leben
Ein halbes Leben ist ein österreichisch-deutsches TV-Drama. Der Film wurde 2008 unter der Regie von Nikolaus Leytner gedreht und vom Wiener Filmfonds sowie den TV-Anstalten ORF und ZDF kofinanziert. Die Erstausstrahlung ging im April 2009 über den Bildschirm.

## Handlung
Die Handlung begleitet zwei Hauptpersonen: auf der einen Seite den Wiener U-Bahn-Fahrer Ulrich Lenz (Josef Hader). Wegen Vergewaltigung hat er bereits eine Gefängnisstrafe abgesessen. Schon Mitte der 1980er Jahre hatte Lenz bei einer versuchten Vergewaltigung eine 20-Jährige umgebracht. Im weiteren Verlauf des Films wird angedeutet, dass Lenz die Frau nicht vorsätzlich, sondern im Affekt getötet haben soll. Lenz leidet unter seiner Schuld, er bereut die Tat. Als er sich seiner Lebensgefährtin anvertraut (die nur von der gesühnten Vergewaltigung wusste), stecken die beiden gerade in den Hochzeitsvorbereitungen; für sie ist das aber nun zu viel, sie verlässt ihn. Jahre später hat Lenz eine neue Beziehung, aus der eine Tochter hervorgeht. Nachdem ihn auch diese Partnerin verlässt, lebt er als alleinerziehender Vater mit seiner kleinen Tochter zusammen. Ein normales Leben zu führen, fällt ihm schwer. Er ist hin- und hergerissen zwischen dem Drang, endlich gestehen zu können und seine Strafe zu erfahren, und der Angst davor, seine Freiheit einzubüßen und damit nun seine Tochter im Stich zu lassen.
Die zweite Hauptperson des Films ist der Vater (Matthias Habich) der Toten. Er hat mit dem grausamen Tod seiner Tochter auch Jahre nach der Tat immer noch zu kämpfen und findet keine Ruhe, solange der Täter nicht gefasst ist. Somit kann auch er kein normales Leben führen. Ständig ist er mit dem ihm befreundeten Wiener Polizisten Max Hauer in Kontakt, um über den Stand der Ermittlungen auf dem Laufenden zu bleiben. Er setzt schließlich seine ganze Hoffnung in die gerade aufkommende neue Ermittlungsmethode der DNA-Analyse, die per genetischem Fingerabdruck helfen soll, den Mörder seiner Tochter zu finden.
Auch der Täter Ulrich Lenz erfährt von der neuen Methode. Als bekannt gegeben wird, dass alle ehemaligen Sexualstraftäter eine DNA-Probe abgeben müssen, um in einer Täterdatei gespeichert zu werden, ahnt Ulrich Lenz, dass es nun nurmehr eine Frage der Zeit ist, bis er gefasst wird. Er gibt die DNA-Probe ab, lebt sein Leben mit seiner Tochter weiter und erwartet täglich seine Verhaftung.
Eines Morgens bemerkt Ulrich Lenz, dass er beschattet wird. Er bringt gerade seine Tochter zur Schule, als die Polizei zuschlägt. Und Lenz kann sich gerade noch von seiner Tochter verabschieden, er werde immer für sie da sein. Als er verhaftet wird, ist es für ihn zugleich der Zusammenbruch seiner Welt und endlich Erleichterung: Er gesteht seine Tat nach über 20 Jahren in vollem Umfang und mit allen Details. 
Lenz bittet seinen Pflichtverteidiger darum, ein Treffen mit dem Vater seines Opfers im Gefängnis zu arrangieren. In der Schlüsselszene des Films treffen die beiden dann also aufeinander. Lenz entschuldigt sich, die Frage seines Gegenübers nach dem Warum lässt er jedoch unbeantwortet. Stattdessen erzählt er von seiner Tochter, und dass er ihr versprochen hätte, immer für sie da zu sein. 
Der Vater des Opfers bricht das Gespräch nach wenigen Sätzen ab: Er ist schockiert darüber, dass er auf den reuigen Täter nicht mehr dieselbe unbändige Wut empfinden kann wie all die Jahre zuvor auf den damals noch Unbekannten. 
Der Film endet mit der Verurteilung von Lenz und damit, dass die Opfereltern die Tochter des Täters im Kinderheim besuchen und anbieten, mit ihr gelegentlich was zu unternehmen. Das Mädchen zeigt sich erfreut darüber – vor allem wegen des versprochenen Eises dazu.

## Kritiken
- Der Standard am 9. April 2009: „Während Haders Schauspiel überzeugt, leidet der Film freilich an schweren Glaubwürdigkeitsmängeln.“ (S. 28)
- Die Presse am selben Tag: „Das Drehbuch – es basiert auf keinem konkreten realen Fall – hebt sich gut ab von typischen US- oder deutschen Mainstream-TV-Produktionen: So bleibt auch die Moralpredigt aus. Im Gegenteil: Der Film entzieht sich nach und nach einer Schuldzuweisung“ (S. 23)

## Auszeichnungen
- 2009: Deutscher Fernsehpreis in den Kategorien Beste Regie (Nikolaus Leytner) und Bester Schauspieler Hauptrolle (Josef Hader). Außerdem Nominierungen in den Kategorien Bester Fernsehfilm und Beste Schauspielerin Nebenrolle (Franziska Walser)
- 2009: Nominierung für den Wettbewerb des Fernsehfilm-Festivals Baden-Baden
- 2010: Nominierung für die Goldene Kamera in der Kategorie Bester deutscher Fernsehfilm
- 2010: Adolf-Grimme-Preis in der Kategorie Fiktion mit persönlichen Auszeichnungen an Nikolaus Leytner (Buch/Regie), Franziska Walser, Josef Hader und Matthias Habich (Darstellung)